# Ferme de Villefontaine
La ferme de Villefontaine est une ferme située à Dhuys-et-Morin-en-Brie dans la commune déléguée de Marchais-en-Brie, en France.

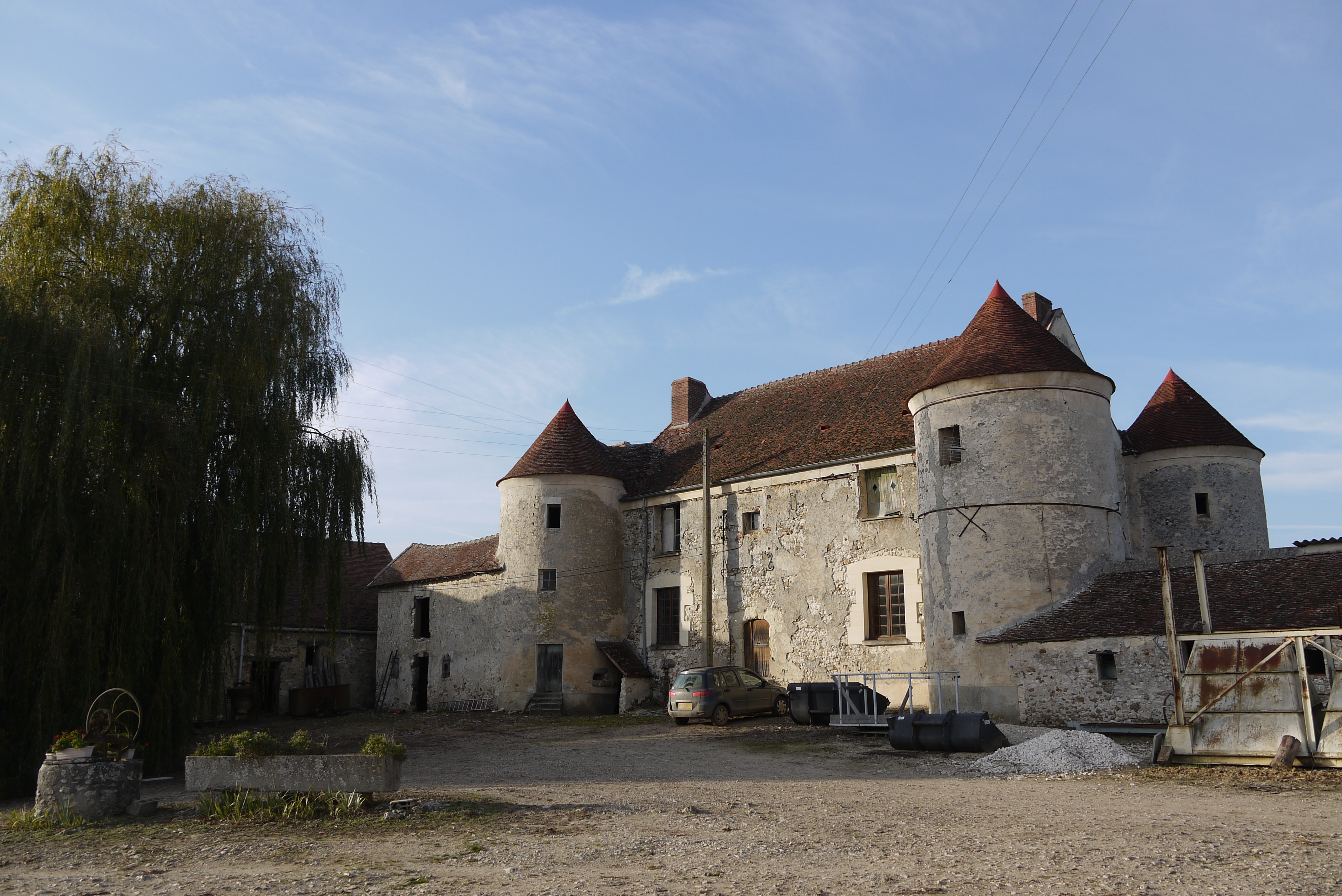
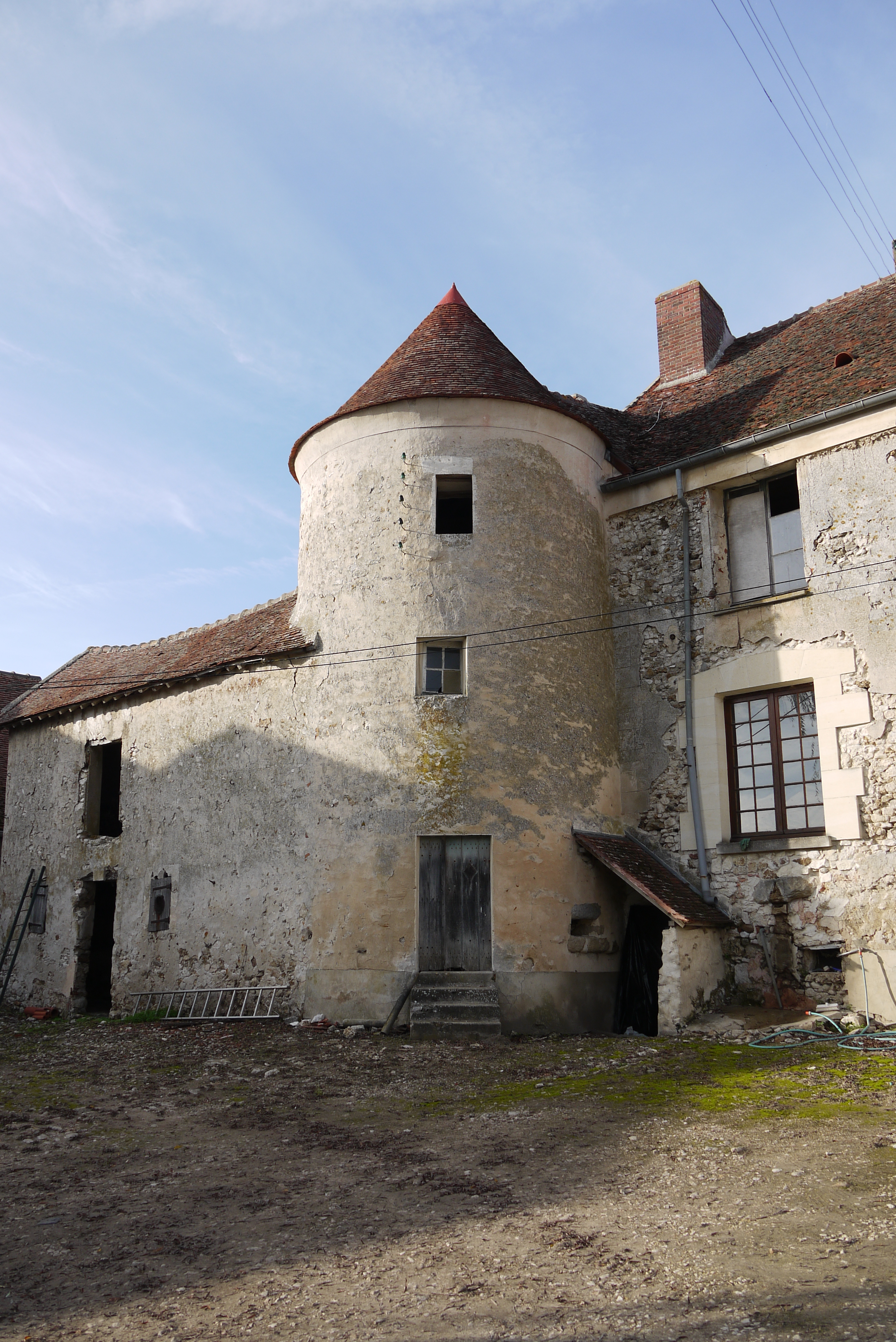
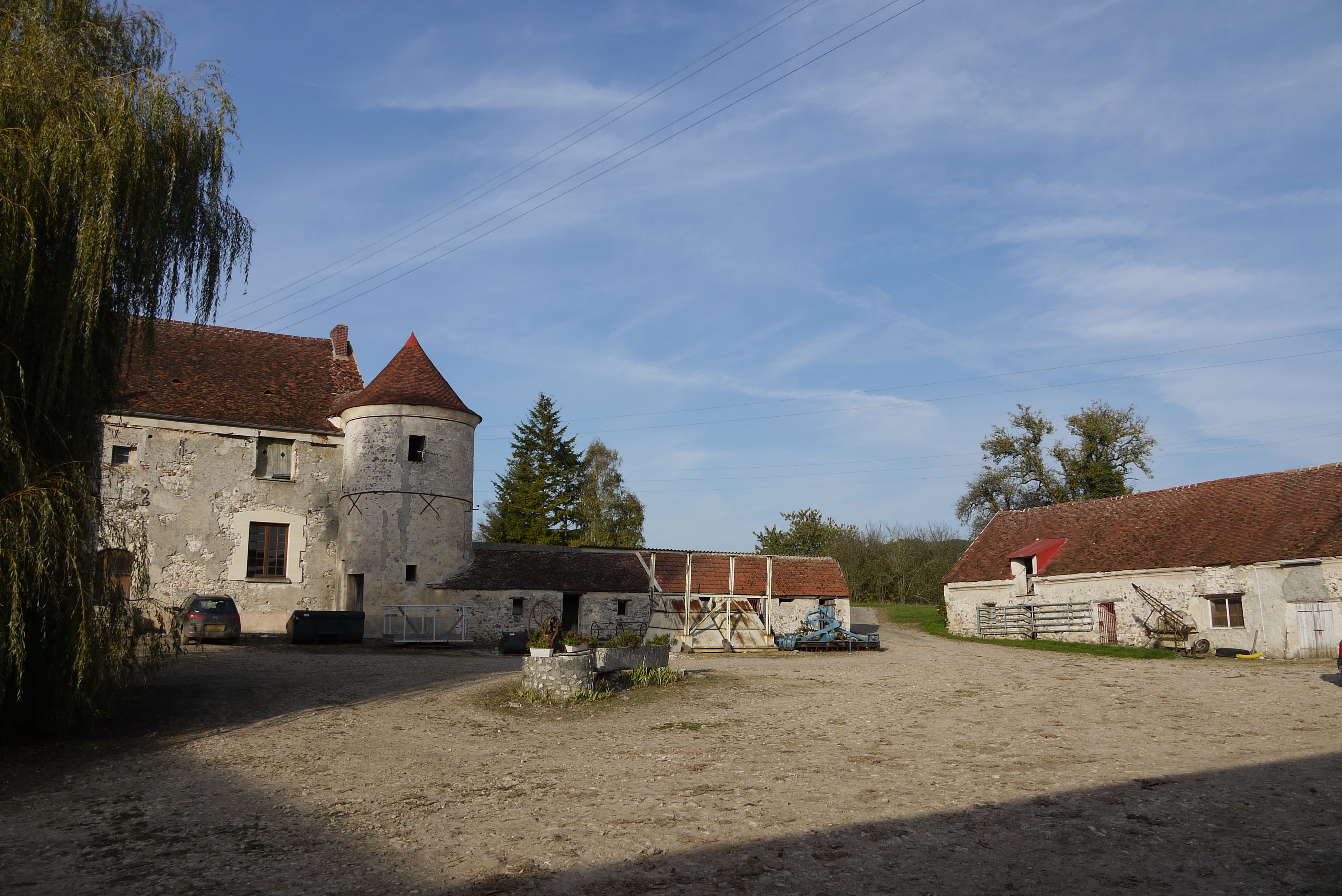
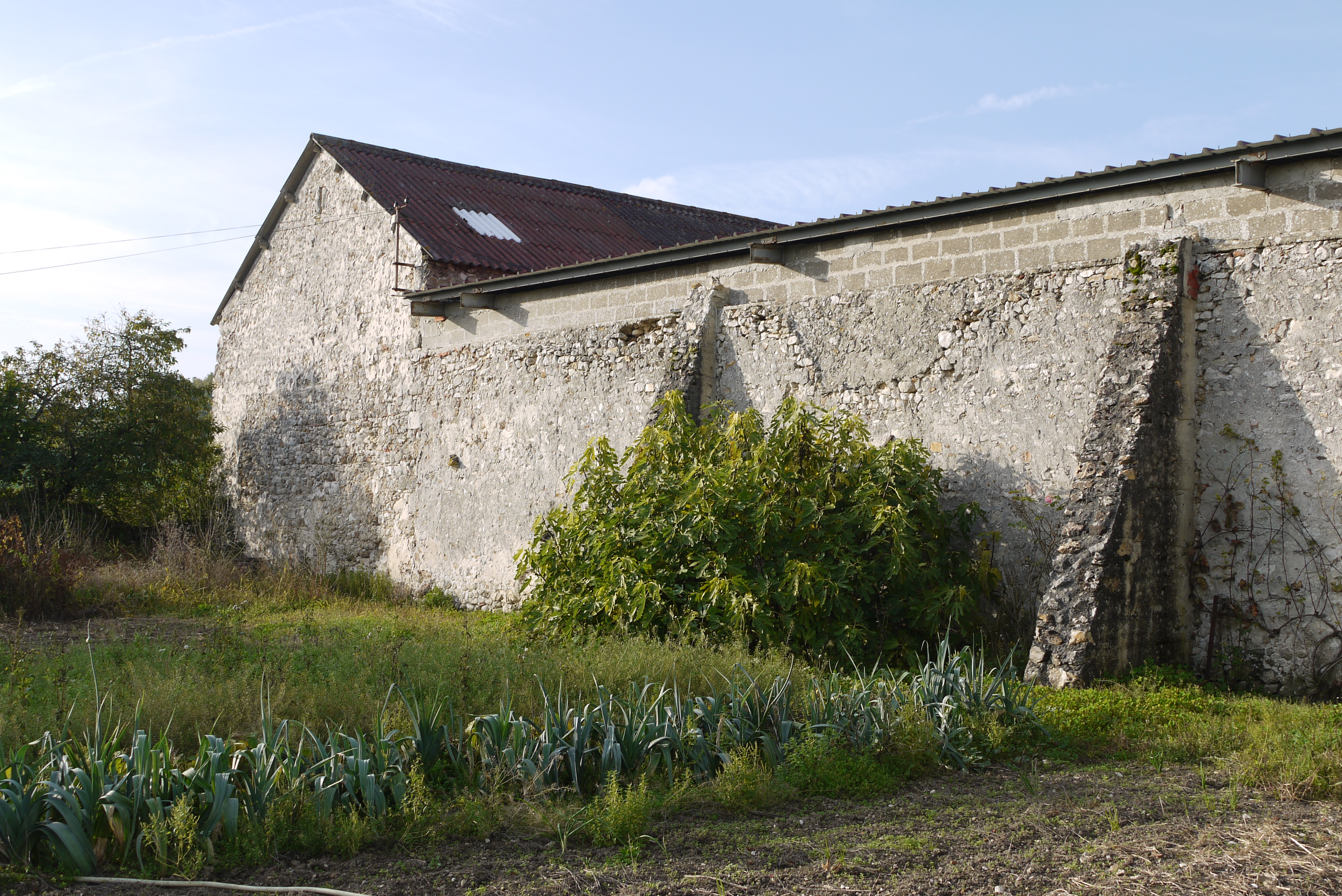
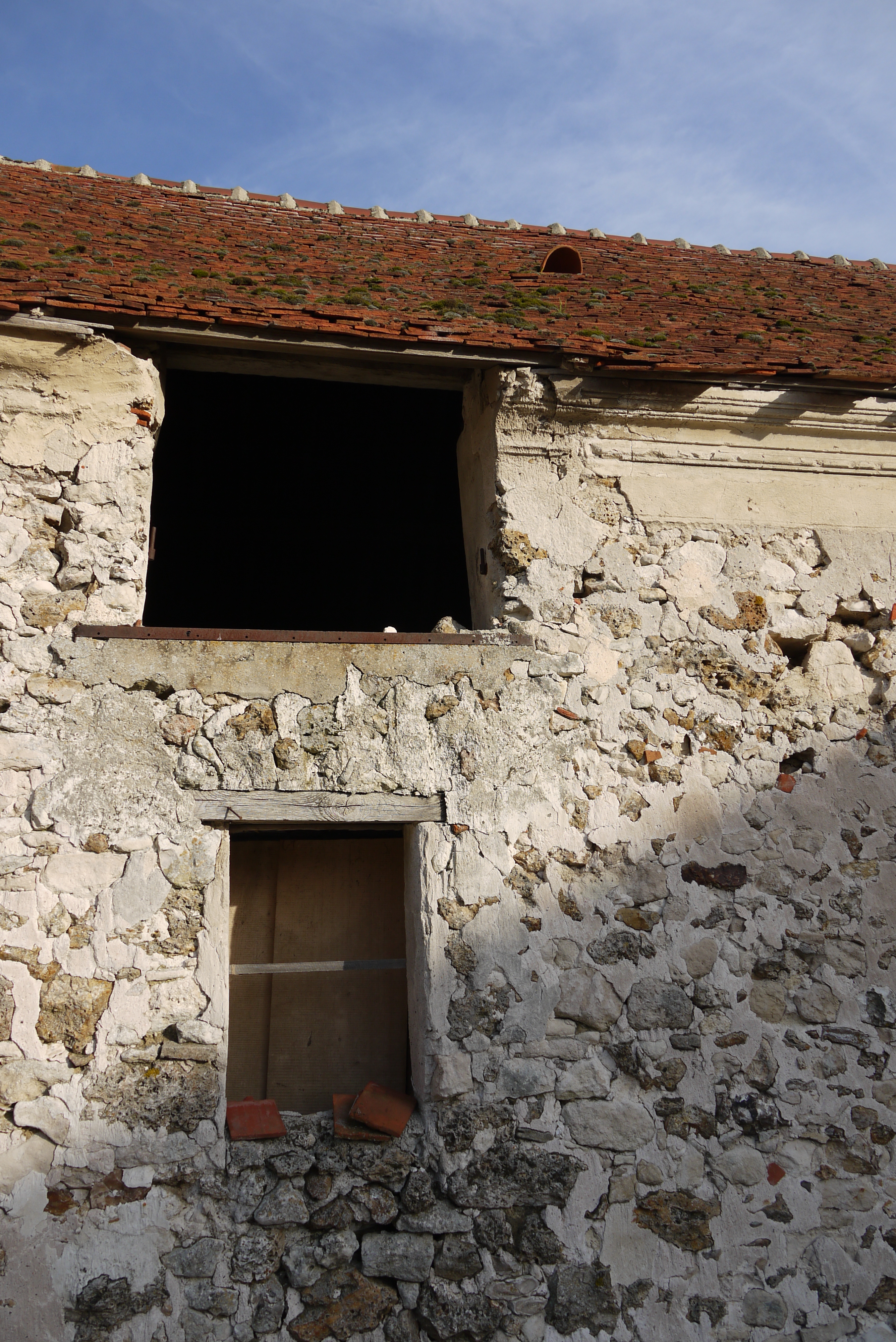
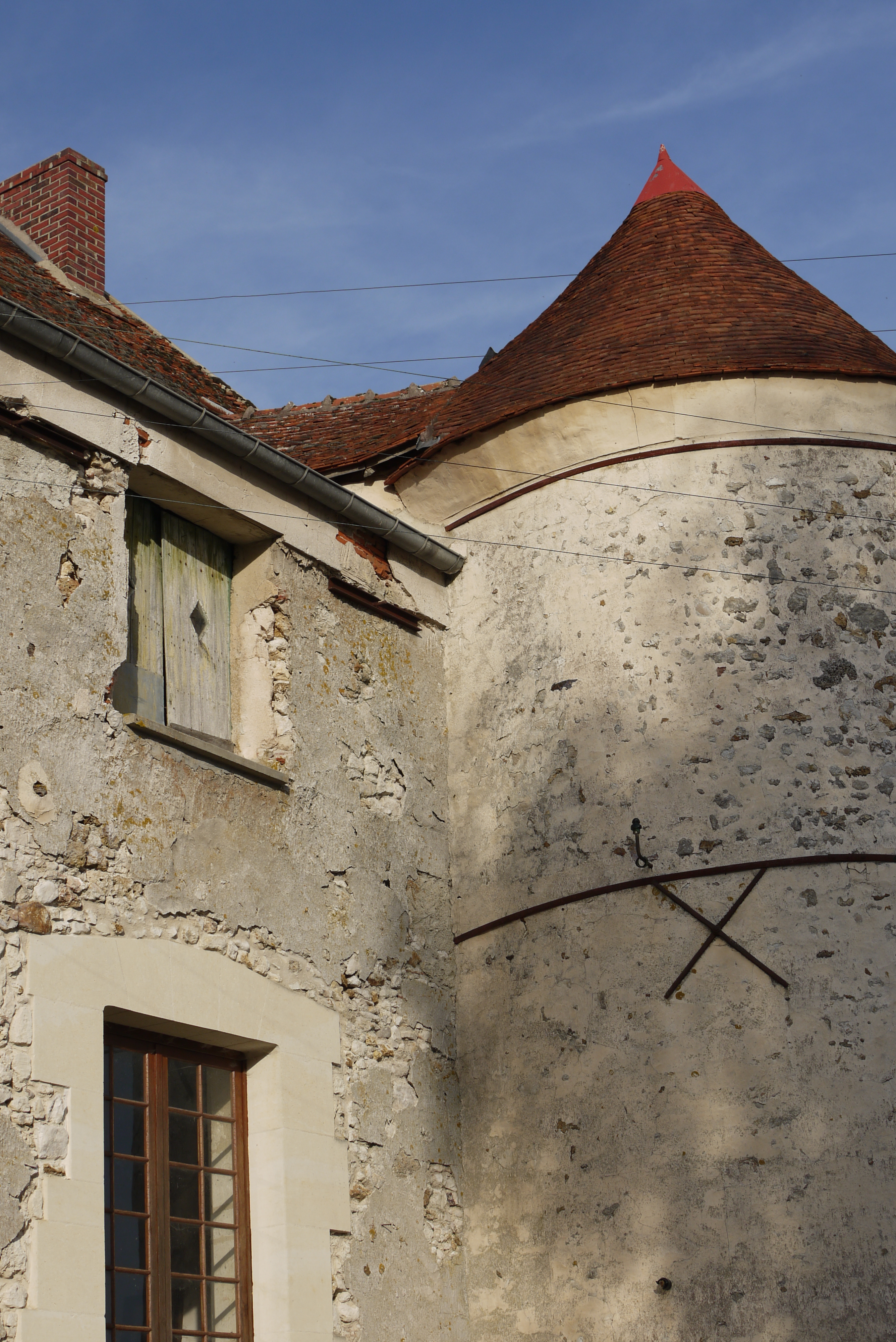

## Localisation
La ferme est située sur la commune de Dhuys-et-Morin-en-Brie dans la commune déléguée de Marchais-en-Brie, dans le département de l'Aisne.

## Historique
Le monument est inscrit au titre des monuments historiques en 2007.